# Kammerslusen (Ribe Å)
 For alternative betydninger, se Kammerslusen. (Se også artikler, som begynder med Kammerslusen)
Kammerslusen er en sluse i Ribediget ved Ribe Ås udløb i Vadehavet cirka 5 km vest for Ribe. Den blev bygget i 1912 i forbindelse med anlæggelsen af havdiget 1911-1915. Slusen, der består af to sæt hovedporte og et lavere sæt porte, sikrer primært mod oversvømmelse af baglandet under stormfloder, men kan også danne et "kammer", der tillader skibes passage, selv når der på grund af tidevandet er forskel på vandstanden udenfor og indenfor slusen.
Over kammeret findes en smal klapbro, der tillader passage for køretøjer på maks 2 tons. Den tidligere slusemesterbolig lige bag slusen er bl.a. indrettet med offentlige toiletter og en lille udstilling om diget.
Inden for slusen findes på åens sydlige bred et rekreativt miljø med en restaurant og bådebroer, der benyttes af bl.a. Ribe Sejlklub. På den umatrikulerede nordre side af åen bag Slusemesterboligen findes en lang række små fritidshuse med små anløbsbroer for fritidsbåde.

## Galleri
- Slusen set ude fra forlandet
- Kammerslusen set indefra
- Kig ned over det inderste sæt hovedporte mm
- Udsigt ned over "kammeret" og bådebroer mm bagved
- Gangbroen kan køres tilbage, så masteførende skibe kan passere
- Situation under stormen "Allan" i januar 2015
- Nationalparkens skib "Vadehavet" og turfærgen "Mandøpigen" lige indenfor slusen